# Вельвеличай
Вельвелича́й (устар. Бельбелячай; азерб. Vəlvələçay — от арабск. «велвеле» — «большой шум», «крик», «сумятица» и азерб. «чай» — «река»), или Велвелечай — река в Азербайджане, протекающая по территориям Губинского и Хачмазского районов. Берёт своё начало у горы Бабадаг, на высоте около 3500 м над уровнем моря и впадает в Каспийское море близ села Чайкаракашлы. Река многоводна с неустойчивым режимом.

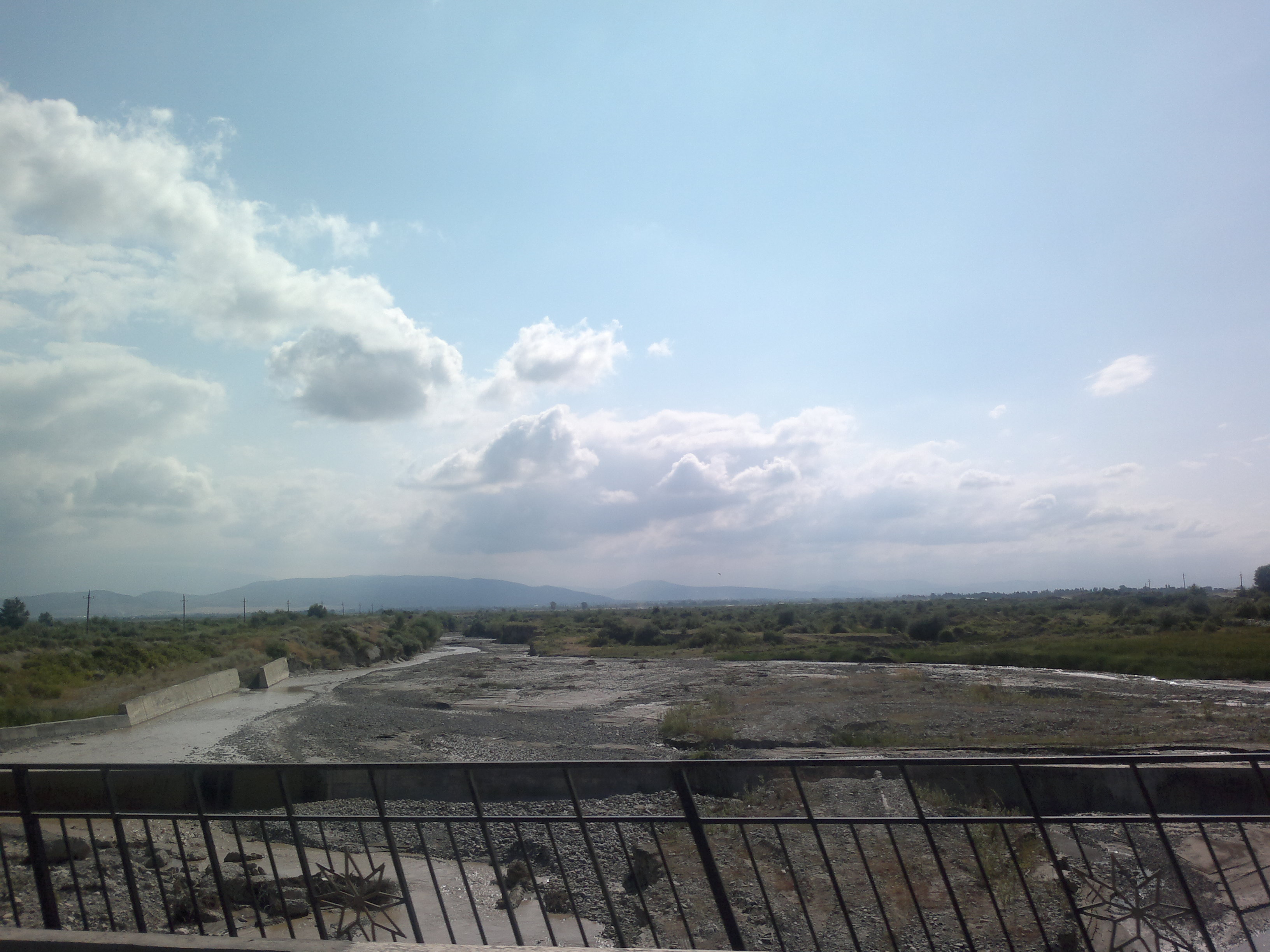
Река Вельвелечай

Вельвеличай протекает через такие сёла как, Талыш, Ерфи, Нохурдюзю, Афурджа, Тенгяалты, Вельвеле, Чилегир. В пределах верхней части бассейна реки расположено Тенгинское ущелье с его отвесными скалистыми берегами.
Местные жители называют реку «Бабачай», что предположительно связано с месторасположением истока реки, горой Бабадаг. В бассейне реки встречаются озёра оползневого происхождения, к которым относятся озёра Атудж, Ерфи и др.
В 1933 году В. А. Долицкий отмечал у реки Вельвеличай палеогеновые отложения. Является источником пополнения запасов воды в водохранилище Тахтакерпю.